# Ессексвілл (Мічиган)
Ессексвілл (англ. Essexville) — місто (англ. city) в США, в окрузі Бей штату Мічиган. Населення — 3379 осіб (2020).

## Географія
Ессексвілл розташований за координатами 43°36′44″ пн. ш. 83°50′31″ зх. д. / 43.61222° пн. ш. 83.84194° зх. д. (43.612290, -83.841983).  За даними Бюро перепису населення США в 2010 році місто мало площу 3,64 км², з яких 3,36 км² — суходіл та 0,28 км² — водойми.

## Демографія
Згідно з переписом 2010 року, у місті мешкало 3478 осіб у 1437 домогосподарствах у складі 1016 родин. Густота населення становила 954 особи/км².  Було 1527 помешкань (419/км²).
Расовий склад населення:
| - 95,5 % — білих - 0,9 % — чорних або афроамериканців - 0,8 % — азіатів - 0,6 % — корінних американців |

До двох чи більше рас належало 1,4 %. Частка іспаномовних становила 3,0 % від усіх жителів.
За віковим діапазоном населення розподілялося таким чином: 22,8 % — особи молодші 18 років, 60,6 % — особи у віці 18—64 років, 16,6 % — особи у віці 65 років та старші. Медіана віку мешканця становила 42,3 року. На 100 осіб жіночої статі у місті припадало 90,9 чоловіків;  на 100 жінок у віці від 18 років та старших — 89,5 чоловіків також старших 18 років.
Середній дохід на одне домашнє господарство  становив 63 325 доларів США (медіана — 53 015), а середній дохід на одну сім'ю — 69 160 доларів (медіана — 62 071). Медіана доходів становила 53 514 долари для чоловіків та 37 264 долари для жінок. За межею бідності перебувало 12,3 % осіб, у тому числі 18,4 % дітей у віці до 18 років та 3,7 % осіб у віці 65 років та старших.
Цивільне працевлаштоване населення становило 1499 осіб. Основні галузі зайнятості: освіта, охорона здоров'я та соціальна допомога — 25,4 %, роздрібна торгівля — 15,1 %, науковці, спеціалісти, менеджери — 12,3 %, виробництво — 10,1 %.